# Distorted Light Beam
Distorted Light Beam is een single van de Britse band Bastille. Het nummer verscheen in juni 2021 als eerste single van het album Give Me the Future.

## Muziekvideo
Een muziekvideo werd uitgebracht op 2 juli 2021. Deze duurt drie minuten en twee seconden.